# Arnaldo Cézar Coelho
Arnaldo David Cézar Coelho (né le 15 janvier 1943 à Rio de Janeiro) est un ancien arbitre brésilien de football. Il fut arbitre de 1969 à 1989. Il est le premier arbitre brésilien à arbitrer une finale de coupe du monde, en 1982.

## Carrière
Il a officié dans des compétitions majeures  : 
- Copa América 1975 (1 match)
- JO 1976 (1 match)
- Coupe du monde de football des moins de 20 ans 1977 (1 match)
- Coupe du monde de football de 1978 (1 match)
- Copa América 1979 (finale N°3)
- Coupe du monde de football des moins de 20 ans 1981 (2 matchs dont la finale)
- Coupe du monde de football de 1982 (2 matchs dont la finale)
- Copa Libertadores 1982 (finale aller)
- Copa América 1983 (2 matchs)
- Coupe du monde de football des moins de 16 ans 1985 (3 matchs)
- Coupe du monde de football des moins de 20 ans 1987 (2 matchs)
- JO 1988 (1 match)
- Copa América 1989 (4 matchs)